# Рацибори (Підляське воєводство)
Рацибори (пол. Racibory) — село в Польщі, у гміні Радзілув Ґраєвського повіту Підляського воєводства.
Населення — 105 осіб (2011).
У 1975-1998 роках село належало до Ломжинського воєводства.

## Демографія
Демографічна структура станом на 31 березня 2011 року:
|          | Загалом | Допрацездатний вік | Працездатний вік | Постпрацездатний вік |
| -------- | ------- | ------------------ | ---------------- | -------------------- |
| Чоловіки | 65      | 14                 | 43               | 8                    |
| Жінки    | 40      | 2                  | 26               | 12                   |
| Разом    | 105     | 16                 | 69               | 20                   |